# Pajęczno

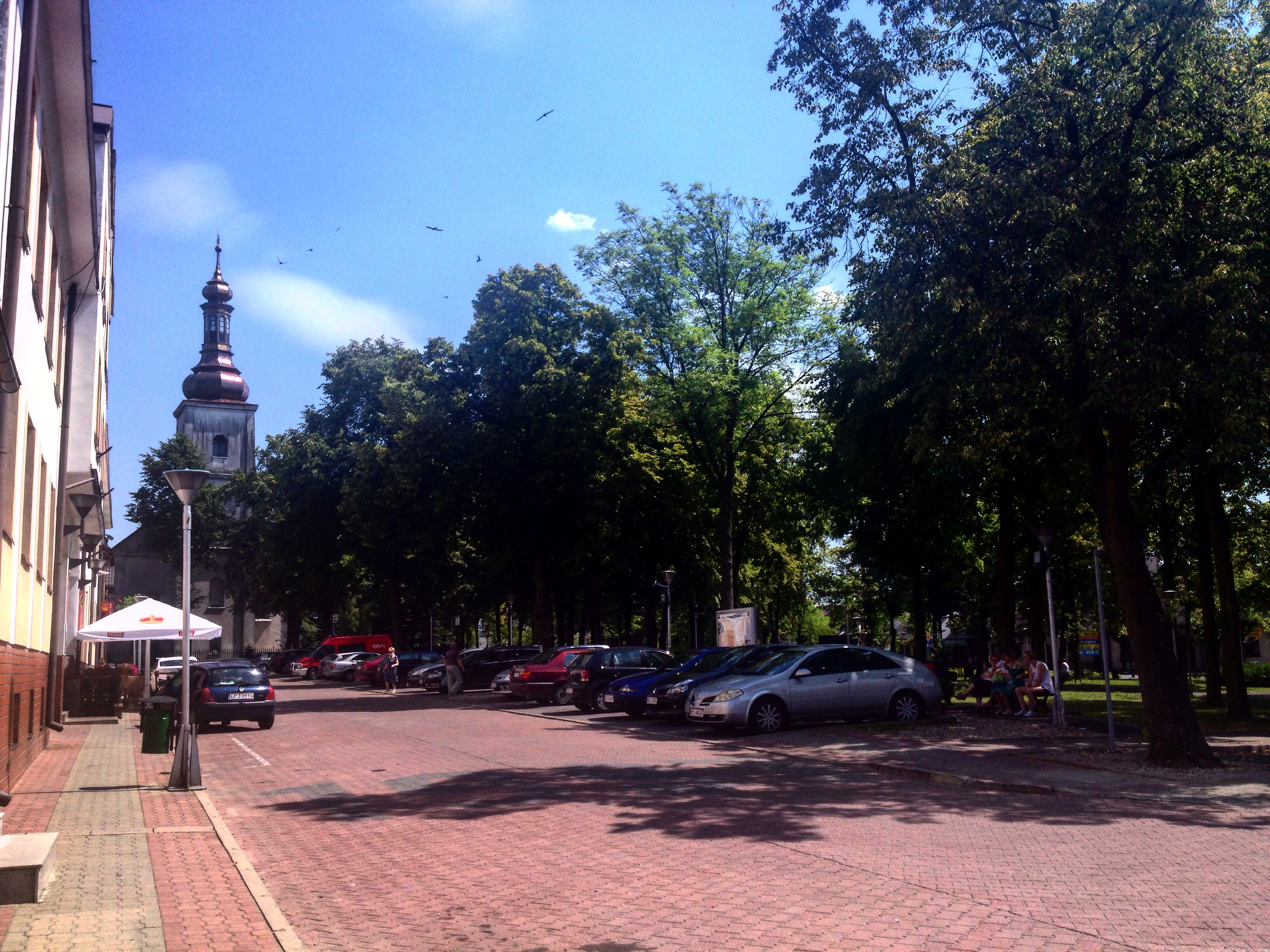
Ulica Parkowa

Pajęczno – miasto w województwie łódzkim, w powiecie pajęczańskim, położone na północnym skraju Wyżyny Krakowsko-Częstochowskiej, w zakolu Warty.
Miasto królewskie w tenucie brzeźnickiej w powiecie radomszczańskim województwa sieradzkiego w końcu XVI wieku.
Siedziba gminy miejsko-wiejskiej Pajęczno, a w latach 1956–1975 i od roku 1999 siedziba powiatu pajęczańskiego. W latach 1975–1998 miasto administracyjnie należało do woj. częstochowskiego. Było miastem królewskim.

## Toponimia
Nazwanie topograficzne z przyrostkiem -no wywodzi się od słowa Pająk, pierwotnie oznaczającego również owada nawodnego żyjącego w podmokłym terenie. Według ludowych przekazów miasto miał ongiś terroryzować olbrzymi pająk, którego mieszkańcy musieli żywić, a zabity został przez miejscowego bohatera.

## Położenie
Pajęczno z trzech stron otoczone jest lasami. W północnej części miasta znajduje się Park Tysiąclecia z jeziorem Ług. Znajduje się tam amfiteatr oraz tzw. „boisko zapasowe”, gdzie odbywają się imprezy miejskie. Najwyższym wzniesieniem położonym w okolicy jest Miodowa Góra (245 m n.p.m.).
Przez miasto przechodzi droga krajowa nr 42 (Kamienna – Rudnik), w pobliżu znajduje się magistrala węglowa Śląsk – Porty (linia kolejowa nr 131) i stacja węzłowa Chorzew Siemkowice z odgałęzieniem linii nr 146.
Pajęczno położone jest w dawnej ziemi sieradzkiej. Wcześniej Pajęczno należało do ziemi łęczyckiej, w ramach której stanowiło część kasztelanii rozpierskiej.
Według danych z 20 sierpnia 2010 powierzchnia miasta wynosi 20,23 km².

## Historia
Badania archeologiczne przeprowadzone w latach trzydziestych w pobliskim lesie dowodzą o istnieniu tu wczesnego osadnictwa w 1 okresie żelaza. Pierwsze wzmianki o osadzie Pagenchno (łac. Paginensi) położonej na szlaku handlowym między Śląskiem a Rusią pochodzą z 1140 r. Nazwa miejscowości zmieniała się z biegiem lat: Paginensi (lat.), Pagenchno, Pageczno, Pajęczno. W 1265 r. miejscowość otrzymuje przywilej lokacyjny, czyli zostaje oficjalnie zapisana w dokumentach. W tym czasie wraz z Ziemią Łęczycką należy do księcia Leszka Czarnego. Już w 1276 r. w Kronice Ortlieba Pajęczno zostaje wymieniane jako miasto, co czyni je jednym z najstarszych miast w Polsce.
Kościół wzmiankowany jest już w 1277 r. Był najprawdopodobniej drewniany. Mimo iż miasto jest bardzo stare, nie ma w nim zbyt dużo zabytków – głównie przez wielokrotne pożary, które pochłonęły większość budynków, dokumentów i kościół (największe pożary miały miejsce w latach 1524, 1564, 1793 i 1810). W roku 1575 w podziemiach kościoła pochowany został Marcin Bielski – jeden z najwybitniejszych polskich kronikarzy (Kronika wszytkiego świata). W 1748 wybudowano kościół pw. Wniebowzięcia Najświętszej Maryi Panny, który stoi do dziś. Utrzymany jest w konwencji barokowej. W ołtarzu umieszczony jest cudowny obraz Matki Bożej Pajęczańskiej. W czasie II wojny światowej Niemcy uczynili ze świątyni więzienie, a następnie stolarnię. Stanowiło to – wraz z nasilającą się grabieżą dzieł sztuki – ogromne zagrożenie dla obrazu. Parafianin Antoni Durys nocą 24 lipca 1942 r. wyniósł obraz i mimo zagrożenia własnego życia w związku z poszukiwaniem dzieła przez Gestapo, przechował go najpierw we własnym domu, a później starannie zabezpieczył i razem z Wacławem Popielem ukrył na cmentarzu. 4 marca 1945 r. podczas uroczystej procesji obraz ponownie wrócił do głównego ołtarza. 28 maja 2005 r. obraz Pajęczańskiej Matki Kościoła został ukoronowany papieskimi koronami przez kardynała Stanisława Nagyego.
Na mocy ukazu carskiego z 1870 r. Pajęczno utraciło prawa miejskie. Na początku I wojny światowej osada przeżywała zmienne koleje losu, mimo iż nie toczono tu większych bitew. We wrześniu 1914 stacjonowały tu pułki dragonów rosyjskich, w październiku przechodziły przez miasto oddziały niemieckie, w listopadzie ponownie pojawili się Rosjanie, ale zostali wyparci przez austriackich huzarów. 4. korpus austriacki wraz ze sztabem stacjonował długi czas na plebanii, dowodził nim generał Karl Tersztyánszky von Nádas, dzięki temu Pajęczno zostało zachowane od rabunku.
W roku 1938 rozpoczęto budowę szkoły podstawowej, która jest obecnie częścią składową gmachu liceum (Zespół Szkół im. Henryka Sienkiewicza). Okupacja niemiecka nie pozwoliła na dokończenie obiektu, który niszczał przez okres wojny. W 1953 w obiekcie powołano liceum, a w 1959 rozpoczęto dobudowę zachodniego skrzydła (sali gimnastycznej, pracowni zajęć technicznych i pracowni biologicznej), którą kontynuowano w r. 1976. W 1978 rozpoczęto budowę krytego basenu kąpielowego, którą ukończono w styczniu 1981. 11 marca 1981 odbyło się uroczyste otwarcie obiektu, który zmodernizowano w roku 1992 i następnie od lipca 2003 do stycznia 2005. W 2003 w starej części budynku wymieniono stropy, a od lipca 2009 do lutego 2010 przebudowano salę gimnastyczną.
Podczas II wojny światowej w okolicy Pajęczna nie toczono walk, w związku z czym nie zostało ono zniszczone (w przeciwieństwie do pobliskiego Działoszyna oraz Wielunia). Nazwę włączonej w granice Rzeszy Niemieckiej miejscowości niemiecka administracja zniemczała na różne sposoby: Peinstett (1940), Pfeilstett (1940-43), Pfeilstädt (1943-45). Niemcy zamknęli pajęczańskich Żydów w getcie. W 1942 getto zostało zlikwidowane, a jego mieszkańcy wymordowani.
W 1956 r. Pajęczno zostało zelektryfikowane. Dwa lata później, w 1958 r. odzyskano prawa miejskie. W 1960 r. powstał budynek Powiatowej Rady Narodowej (obecnie szpital). W 1975 r. Pajęczno zostało przyłączone do województwa częstochowskiego. W 1999 r. Pajęczno odzyskało status powiatu i od tamtej pory należy do województwa łódzkiego.
22 stycznia 2010 roku nastąpiło trzęsienie ziemi spowodowane zmianami geologicznymi wywołanymi przez prace w kopalni Bełchatów. Siła trzęsienia dochodziła do 4,42 stopni w skali Richtera.
Honorowymi obywatelami Pajęczna są papież Jan Paweł II oraz Stanisław Harciarek (założyciel pierwszej szkoły średniej w Pajęcznie).

## Demografia

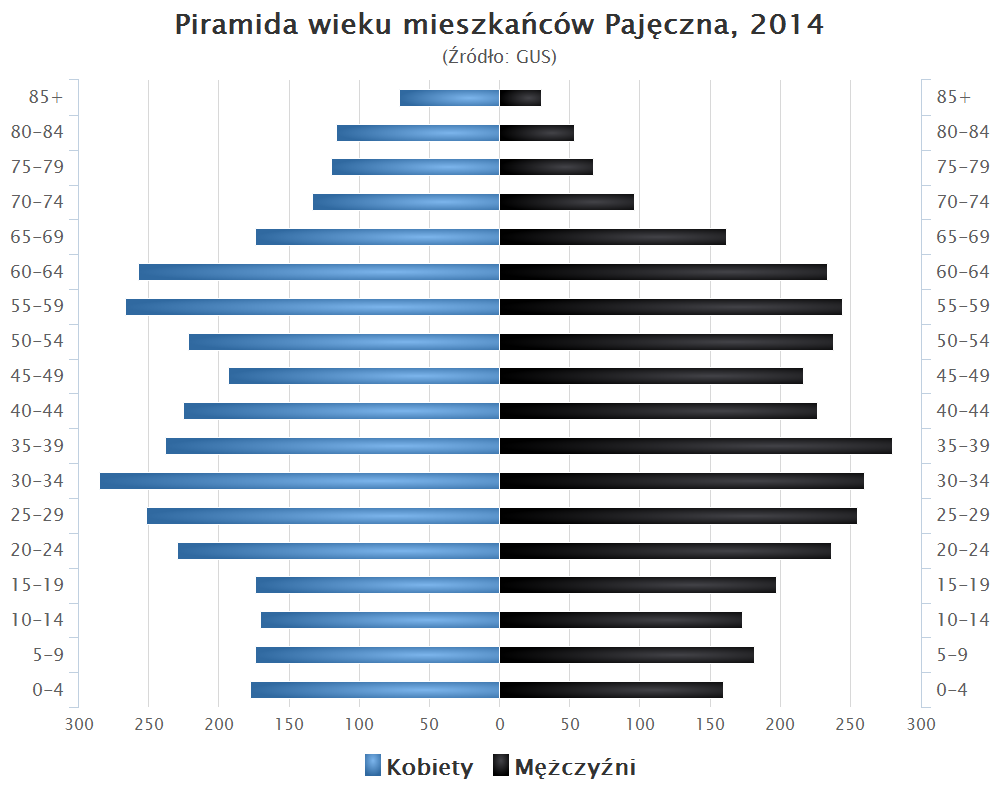
Piramida wieku mieszkańców Pajęczna w 2014 roku

| Rok                | 1793 | 1820 | 1850 | 1880 | 1900 | 1908 | 1921 | 1935 | 1971 | 2000 | 2005 | 2010 | 2019 | 2020 | 2021 | 2022 |
| ------------------ | ---- | ---- | ---- | ---- | ---- | ---- | ---- | ---- | ---- | ---- | ---- | ---- | ---- | ---- | ---- | ---- |
| Liczba mieszkańców | 643  | 1077 | 1253 | 2057 | 2895 | 1756 | 2609 | 3500 | 4000 | 6731 | 6682 | 6723 | 6662 | 6651 | 6473 | 6410 |

## Zabytki

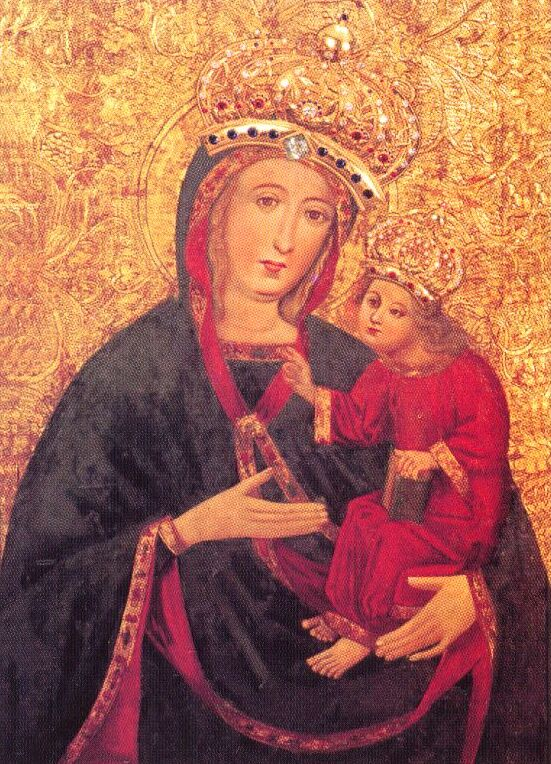
Cudowny obraz Pajęczańskiej Matki Kościoła

- barokowe Sanktuarium Maryjne pod wezwaniem Wniebowzięcia Najświętszej Maryi Panny i św. Leonarda z XVI w. z obrazem Matki Boskiej z Dzieciątkiem z ok. XIII w. Koronacja obrazu (Korony papieskie), odbyła się 28 maja 2005 r.
- rynek starego miasta, kamienice od XIX-wieczne, stara karczma
- ponad 700. letnia lipa drobnolistna – pomnik przyrody

Według rejestru zabytków Narodowego Instytutu Dziedzictwa na listę zabytków wpisane są obiekty:
- kościół parafialny pw. WNMP i św. Leonarda, nr rej.:10/29 z 15.06.1946 oraz 249/67 z 30.08.1967
- cmentarz rzymskokatolicki, 1 poł. XIX, nr rej.: A/499/89 z 12.11.1989
- ogrodzenie z bramą, nr rej.: j.w.
- dom, ul. Kościuszki 41/43, 1 poł. XIX, nr rej.: 649/67 z 31.08.1967
- wiatrak, pocz. XIX, nr rej.: 724-XVI-2 z 6.11.1956 oraz 250 z 30.08.1967 (spłonął pod koniec lat 80.)

## Gospodarka
Przemysł spożywczy (Okręgowa Spółdzielnia Mleczarska w Pajęcznie, zakłady mięsne Liwa, przetwórnie owocowo-warzywne – m.in. Korkus, Frubex), jedna z największych w województwie Gminna Spółdzielnia Samopomocy Chłopskiej, która zajmuje się produkcją przetworów owocowo-warzywnych na bazie staropolskich przepisów bez konserwantów; przemysł włókienniczy, meblowy, fabryka rowerów Brat-Pol.

## Edukacja
- Publiczne Przedszkole nr 1[15]
- Publiczne Przedszkole nr 2[15]
- Szkoła Podstawowa nr 1 im. Juliana Tuwima[16]
- Szkoła Podstawowa nr 2 im. Polskich Noblistów[16]
- Zespół Szkół im. Henryka Sienkiewicza[17]

## Sport
Na terenie miasta działa kilka klubów sportowych:
- Zawisza Pajęczno – sekcja piłki nożnej
- MUKS Meduza – sekcja pływacka
- ULKS Tandem – sekcja kolarska
- Akademia Sportów Walki WATAHA
- UMKS Libero – sekcja siatkówki
- Pajęczński Klub Off-road 4x4 – sekcja motoryzacyjna

## Imprezy
W Pajęcznie cyklicznie organizowane są imprezy:
- Dni Pajęczna – pierwszy weekend lipca
- Targi Końskie – sobota po święcie św. Stanisława oraz pierwsza sobota września
- Zjazd Miłośników Koni – czerwiec
- Zlot miłośników samochodów kempingowych CamperTeam połączony z Ogólnopolskim Zlotem Konstruktorów VITAR – offroad 4x4 – maj
- Ogólnopolski Turniej w Sportowym Tańcu Towarzyskim – kwiecień
- Ogólnopolski Festiwal Kolęd i Pastorałek

## Wspólnoty wyznaniowe
- Kościół rzymskokatolicki (dekanat Pajęczno):
  - parafia Narodzenia Pańskiego
  - parafia Wniebowzięcia Najświętszej Maryi Panny
- Świadkowie Jehowy:
  - zbór Pajęczno (w tym grupa rosyjskojęzyczna) (Sala Królestwa ul. Zielona 6)[18].

## Podział administracyjny
Obszar miasta Pajęczna podzielony jest na 4 jednostki pomocnicze gminy, nazwane przez Radę Gminy Pajęczno osiedlami. Wyróżnione są one numerami od 1 do 4. W rejestrze TERYT wyróżnione są 2 integralne części miasta. Są to:
- Makowiska
- Olszówka

## Galeria

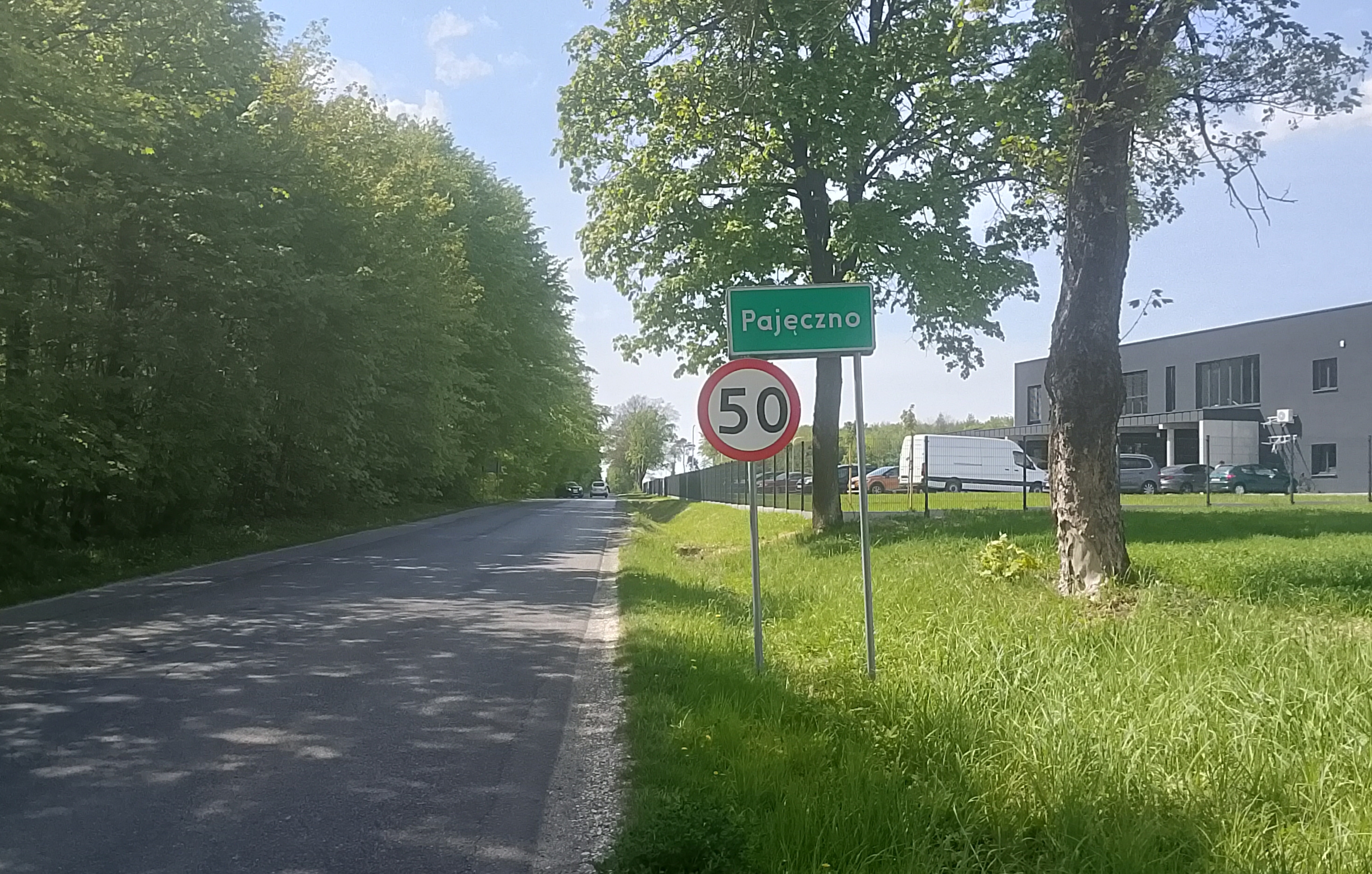
Wjazd do Pajęczna
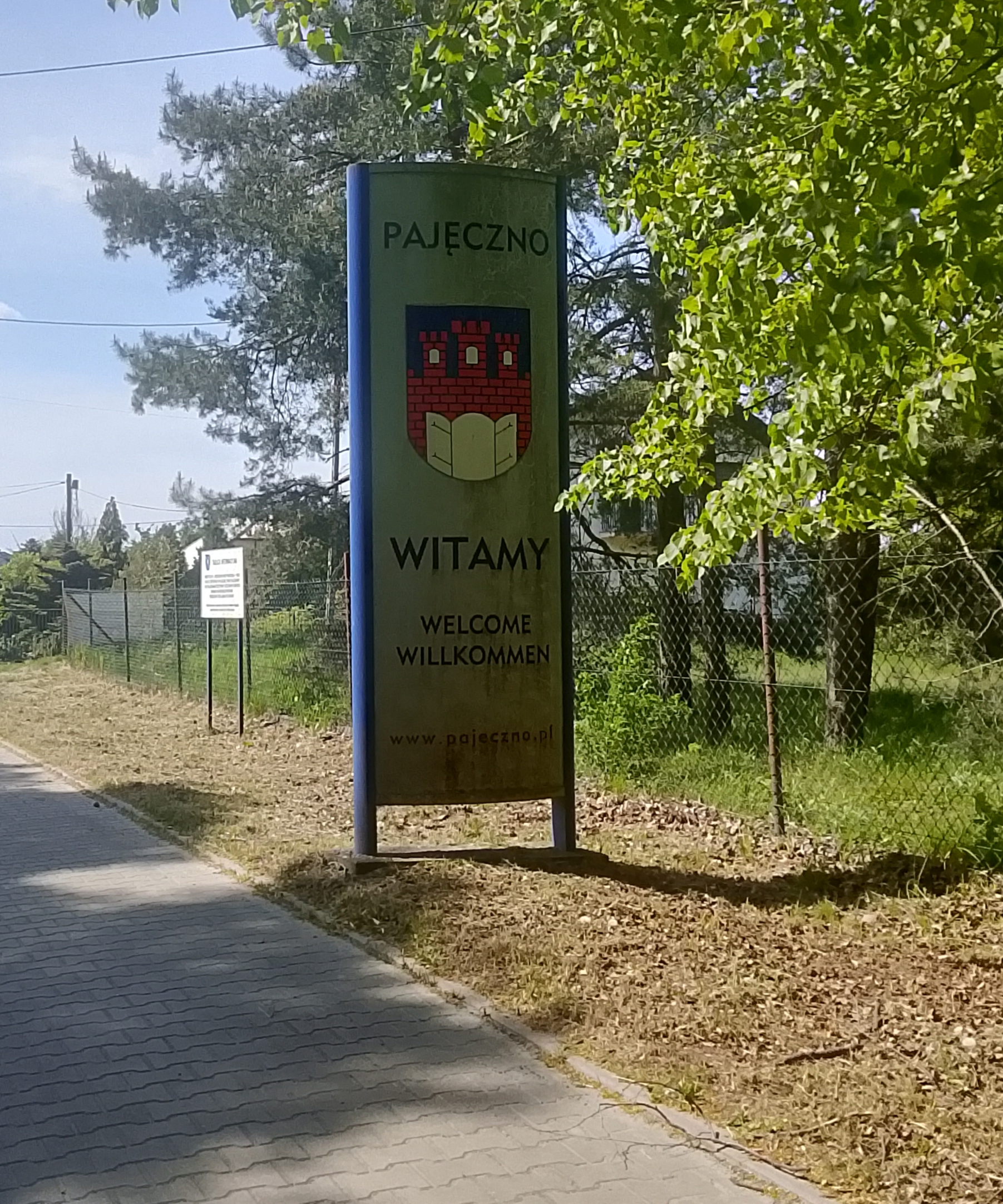
Witacz miasta Pajęczno
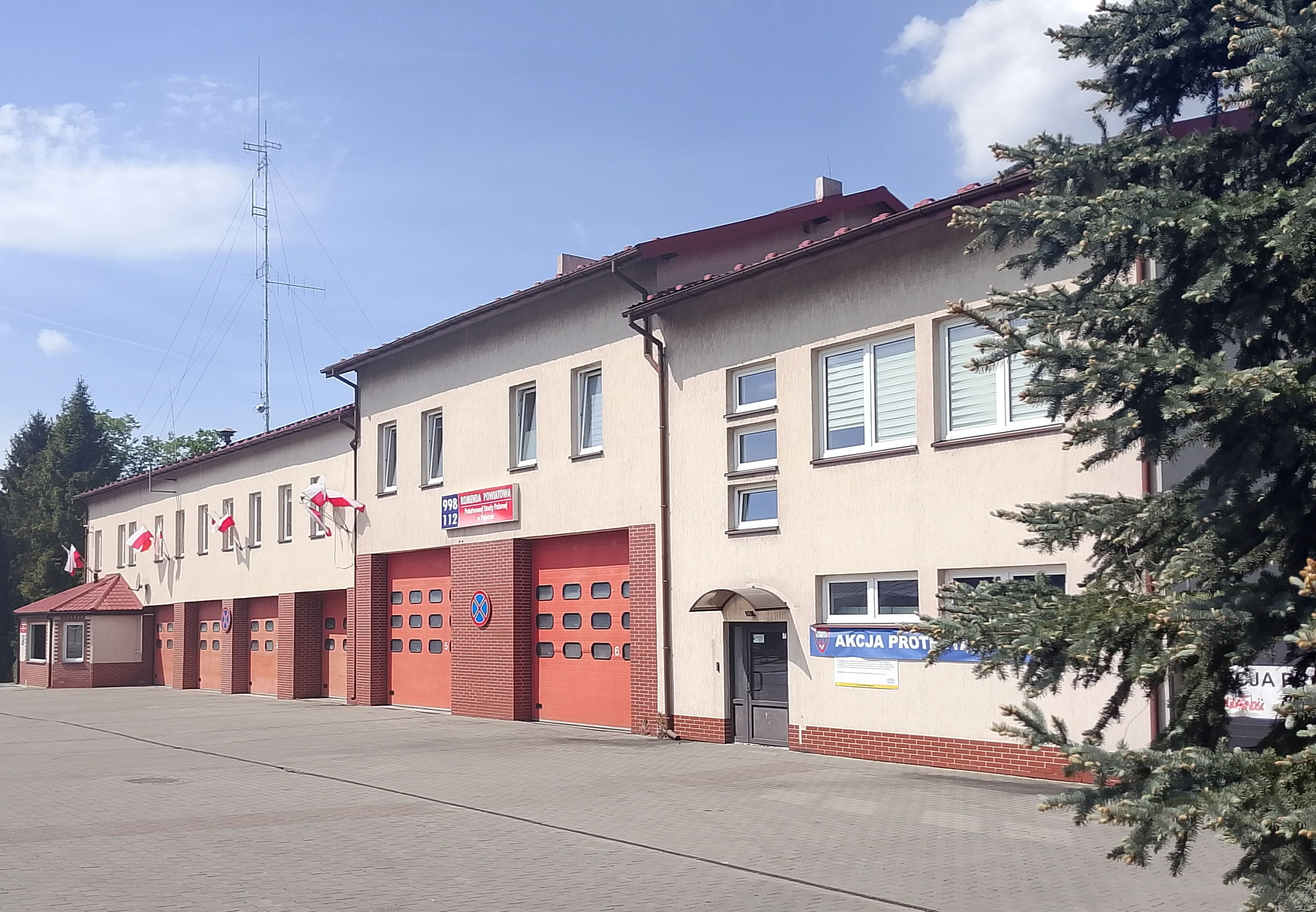
Remiza Komendy Powiatowej Państwowej Straży Pożarnej
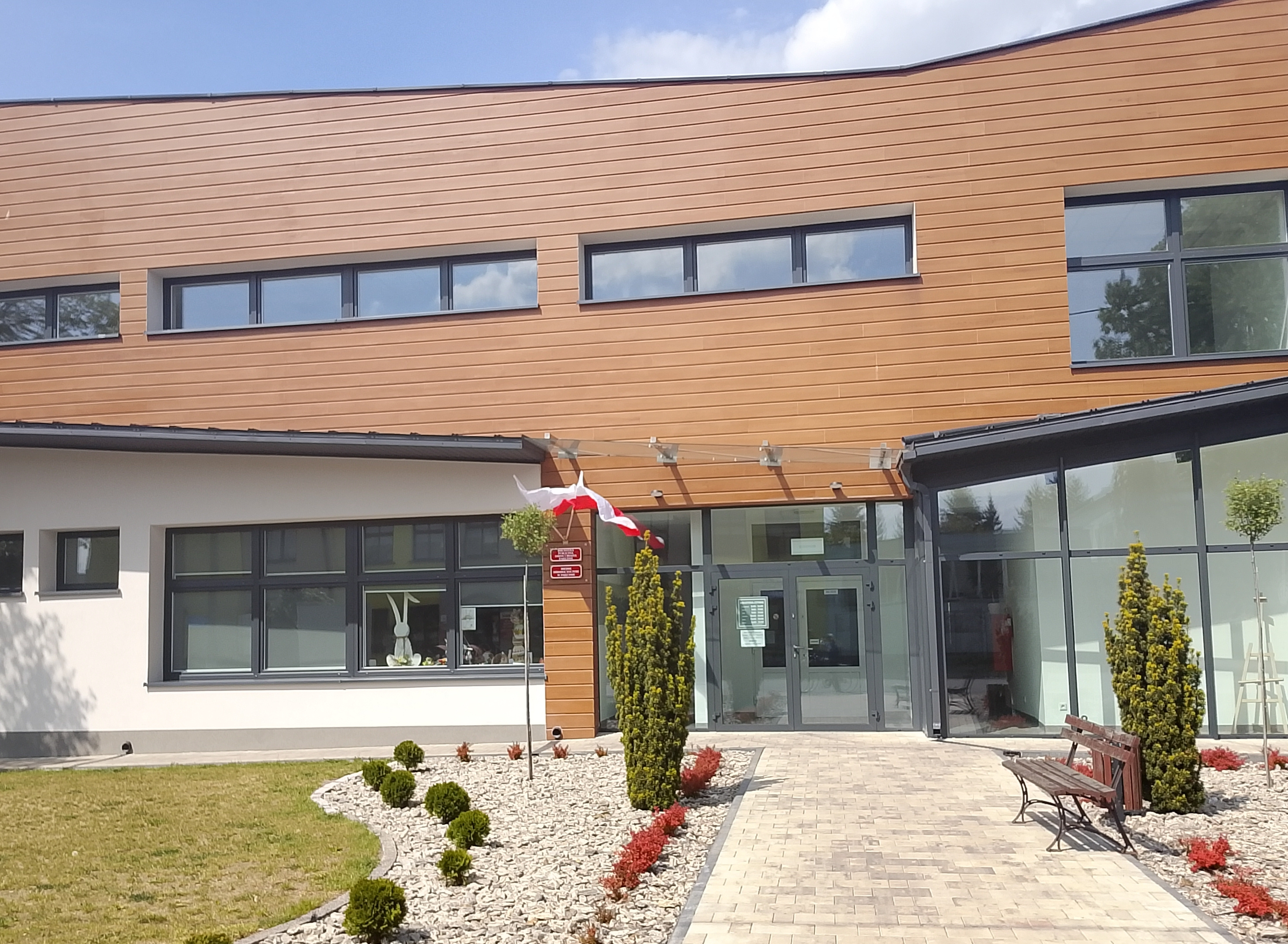
Biblioteka Publiczna Miasta i Gminy Pajęczno
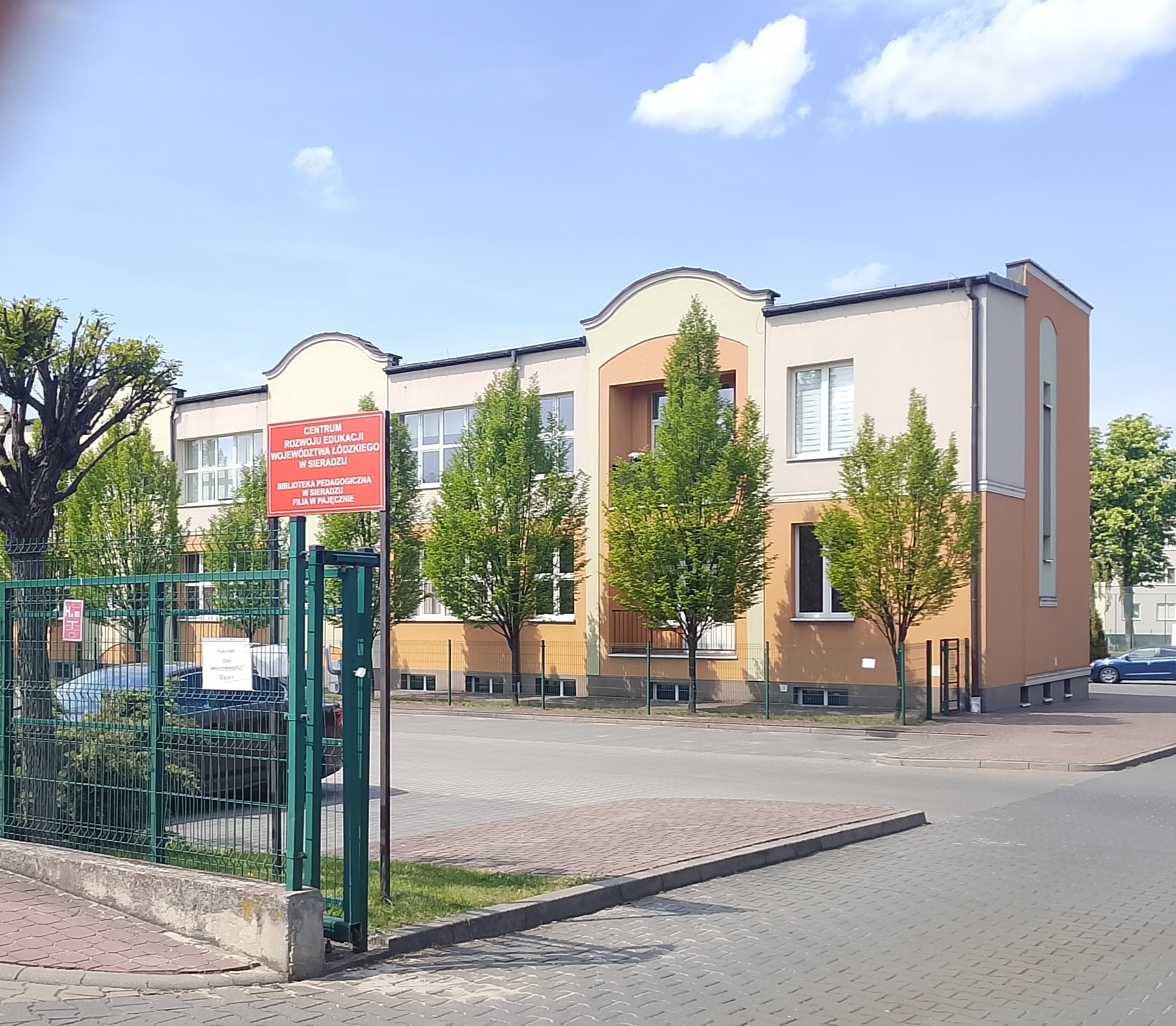
Biblioteka Pedagogiczna w Sieradzu. Filia w Pajęcznie
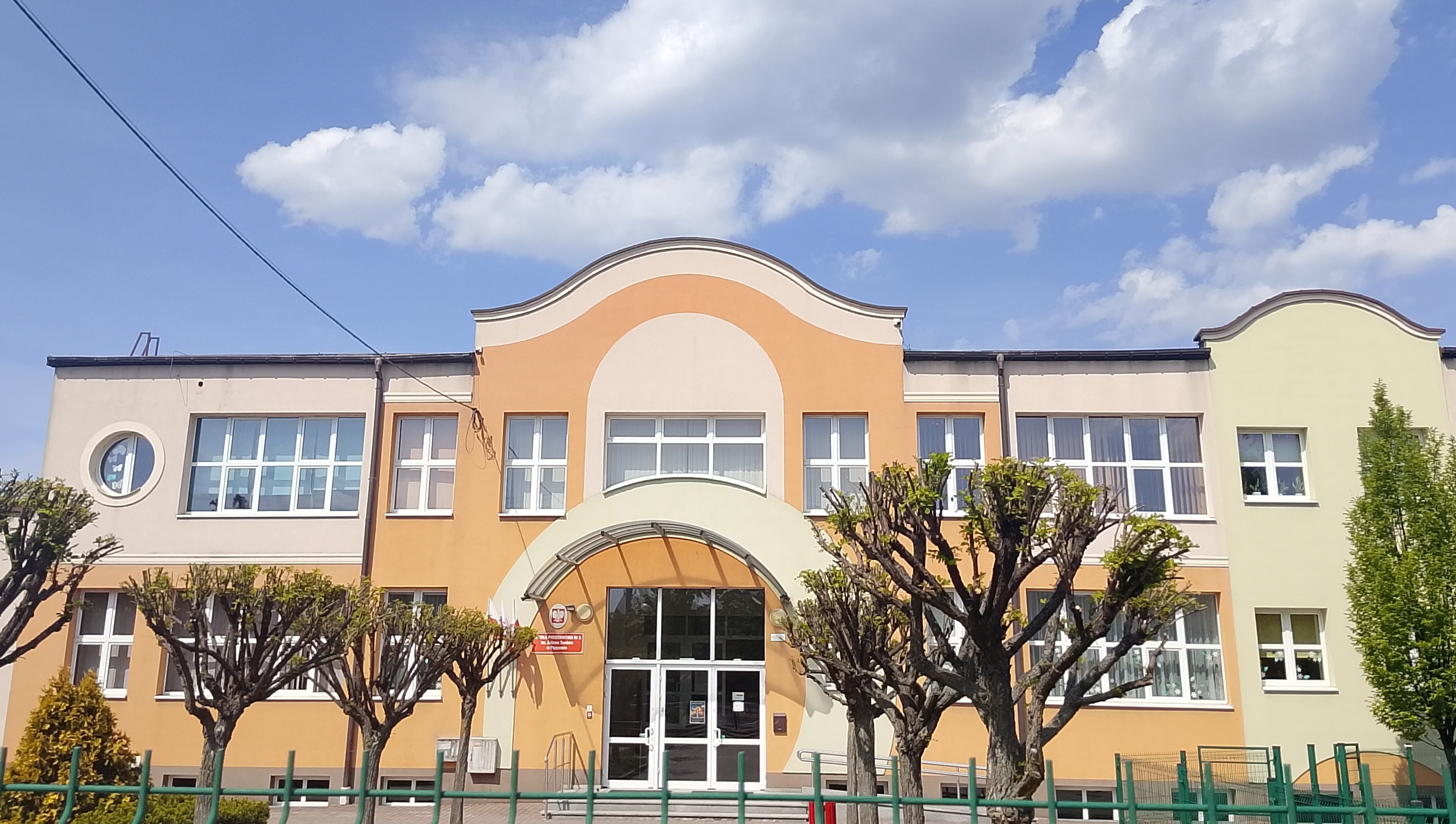
Szkoła Podstawowa nr 1 im. Juliana Tuwima
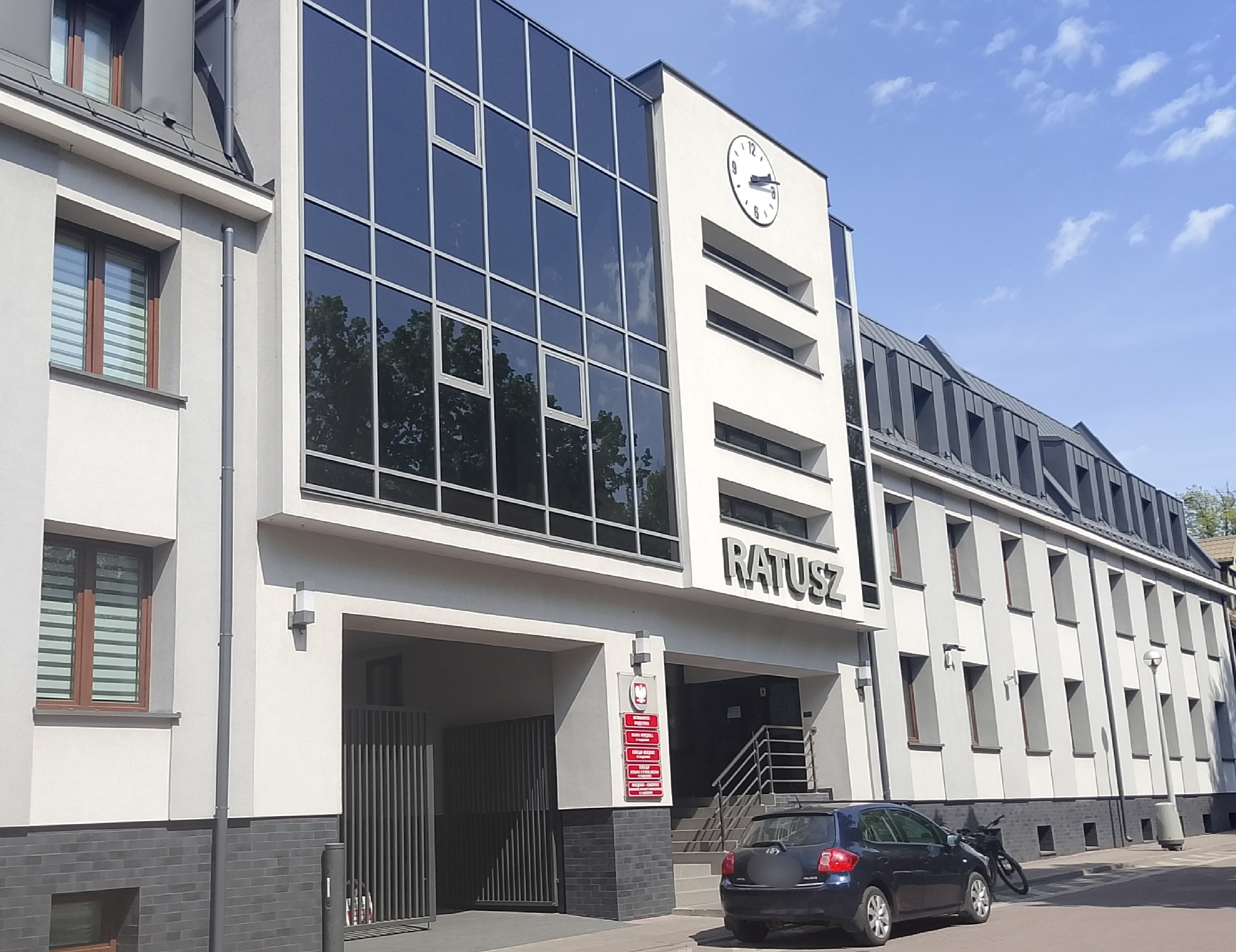
Ratusz
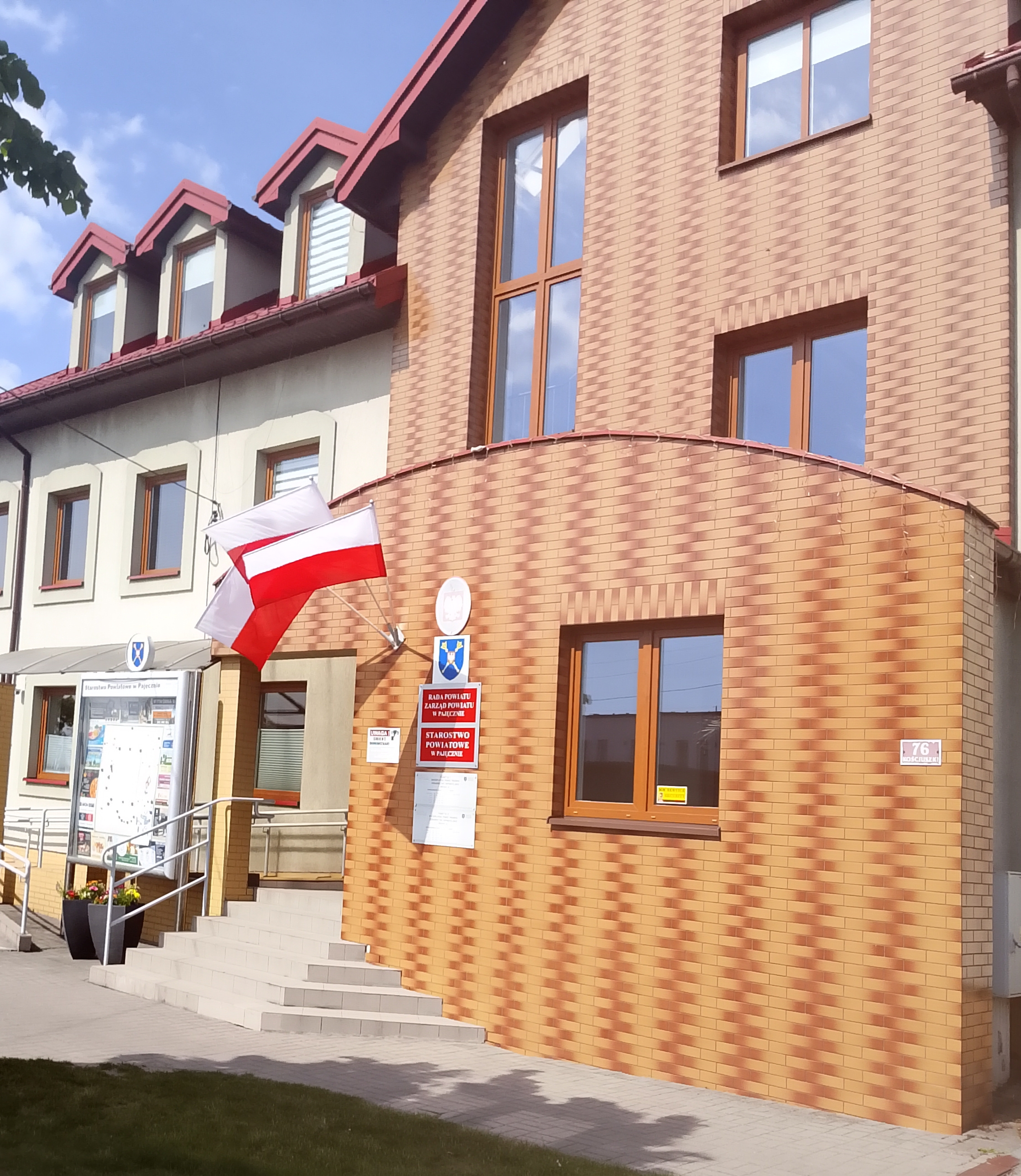
Siedziba Starostwa Powiatowego i Rady Powiatu
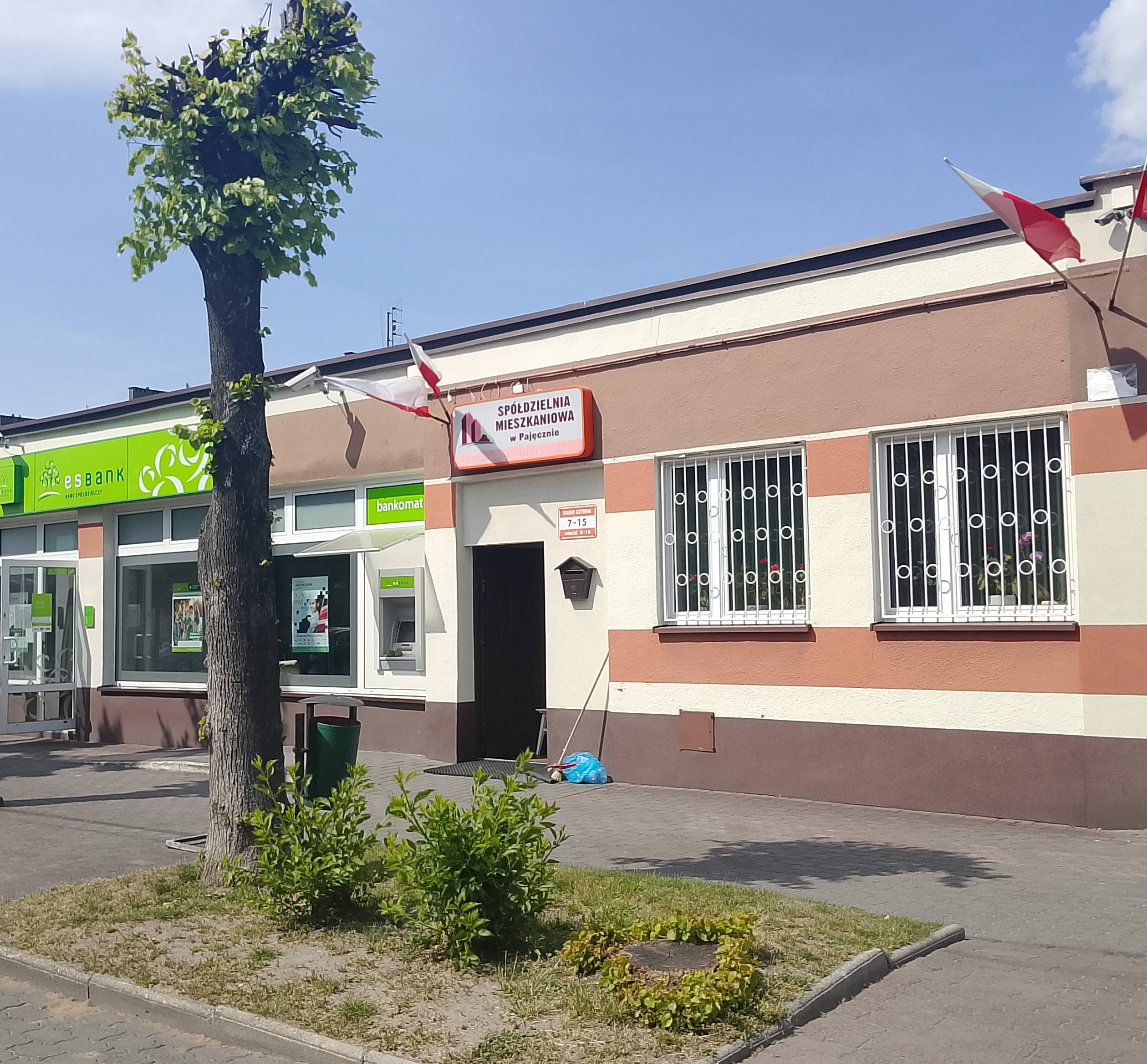
Spółdzielnia mieszkaniowa
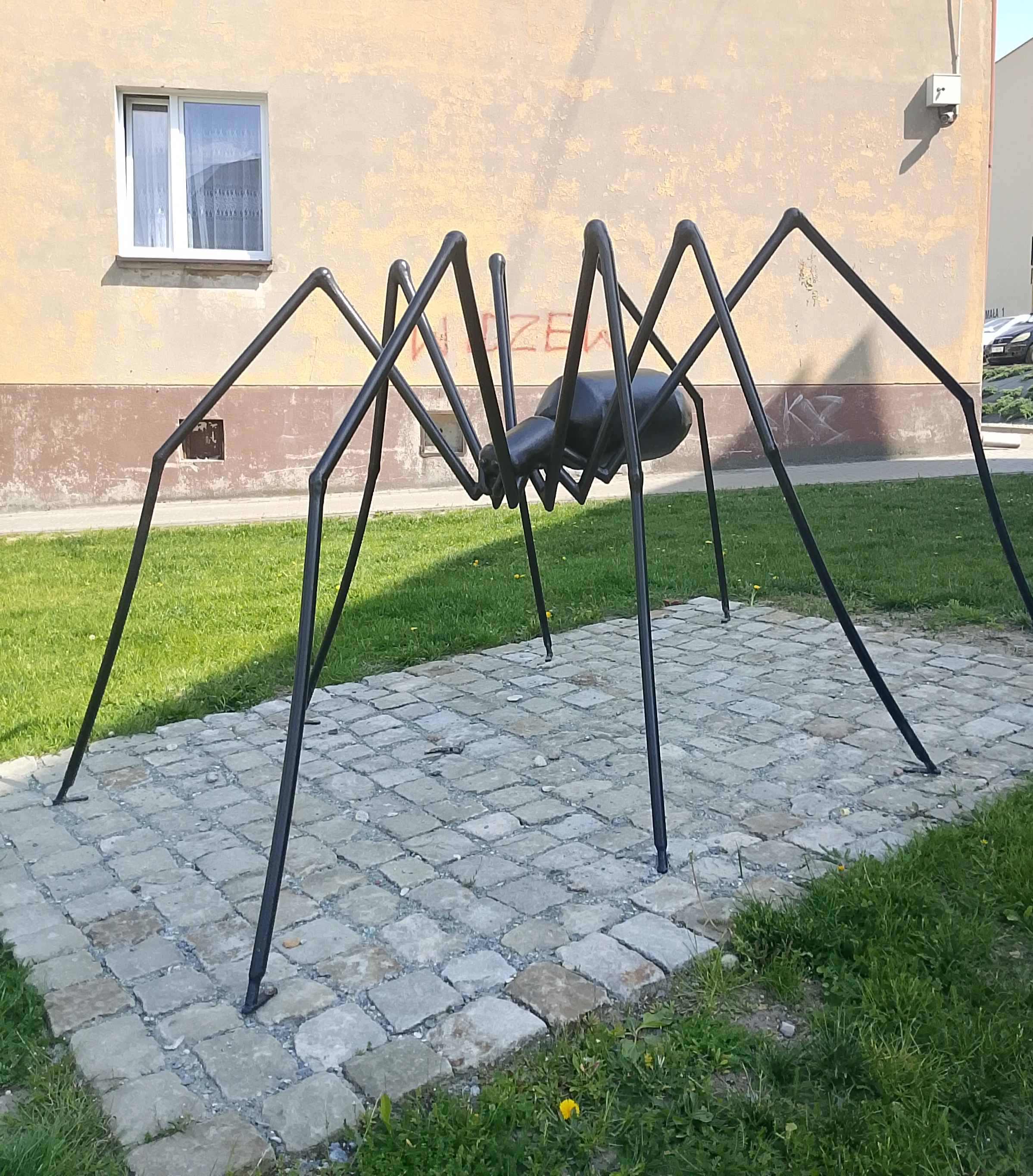
Pomnik pająka u zbiegu ulic Wiśniowej i Rekreacyjnej
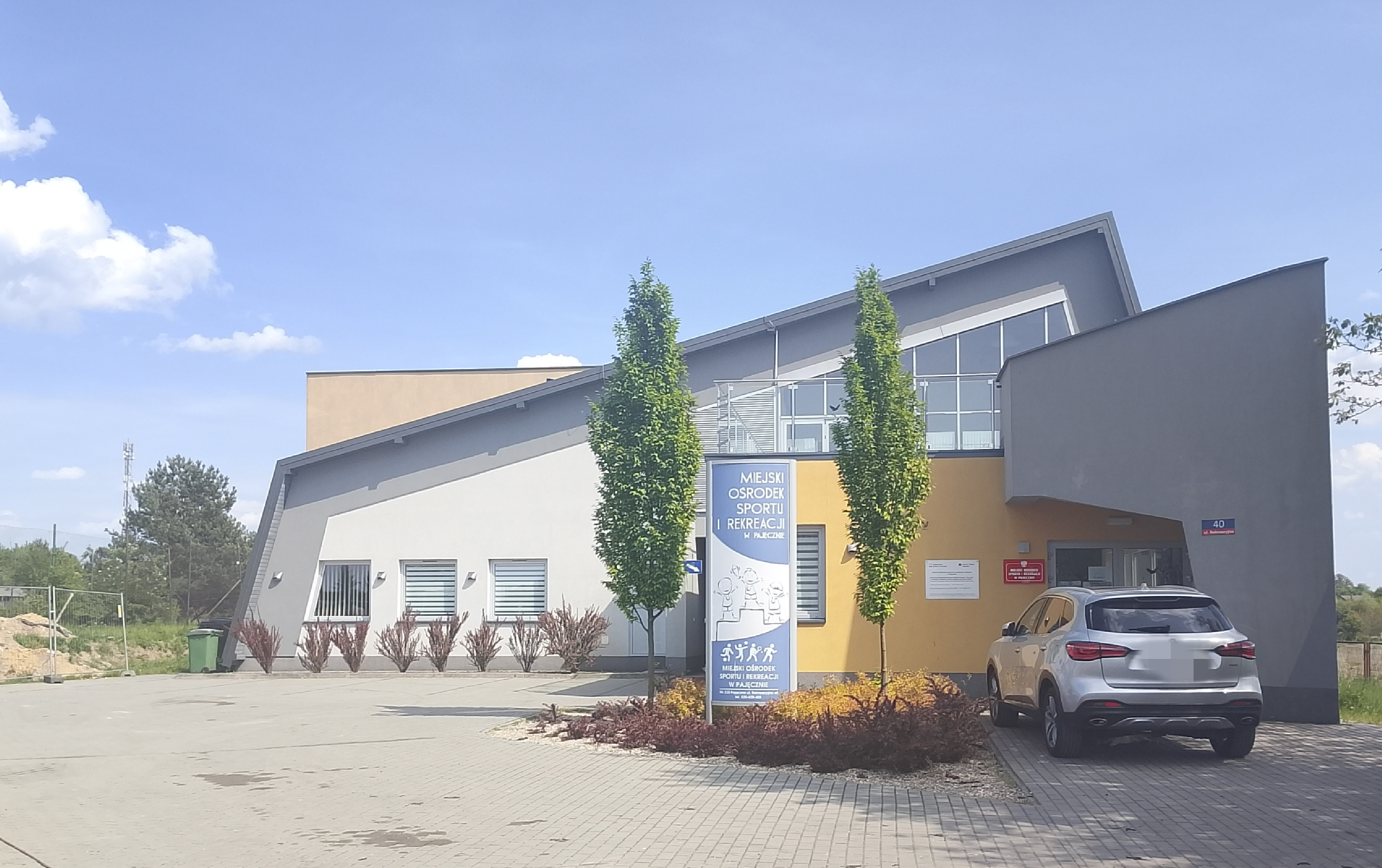
Miejski Ośrodek Sportu i Rekreacji
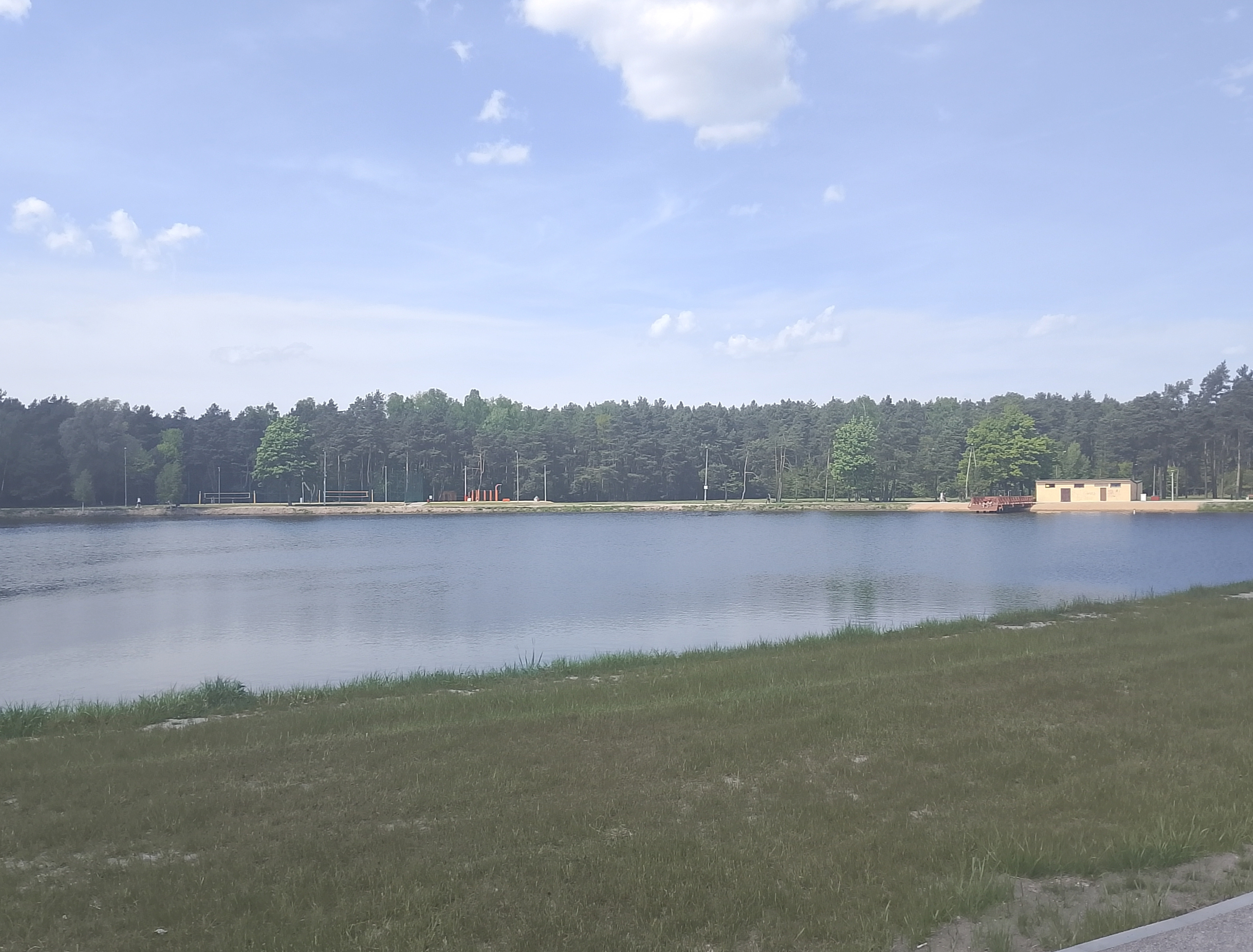
Jezioro Ług